# イヴォンヌ・ファン・ヘニップ
イヴォンヌ・ファン・ヘニップ（Yvonne Maria van Gennip、1964年5月1日 - ）は、オランダの女子スピードスケート選手。1988年カルガリーオリンピックの金メダリストである。北ホラント州ハールレム出身。

## 経歴
ファン・ヘニップは、1987年3月19日に3000mで4分16秒85、翌20日に5000mで7分20秒35の世界新記録を樹立。翌年のカルガリーオリンピックでも優勝候補とみられていたが、オリンピックまで2か月といった時期に足のけがのため手術を受けた。このため、カルガリーでは、層の厚い東ドイツの選手による優勝争いが行われると思われたが、3000mでは自己の持つ世界記録を5秒近く更新する4分11秒94、1500mでも自己ベストを約4秒更新する2分00秒68、さらに5000mでも自己の世界記録を6秒以上更新する7分14秒13の世界新記録で、オリンピック3冠を達成した。
ファン・ヘニップは1984年サラエボオリンピックと1992年アルベールビルオリンピックにも出場しているがメダル獲得まで至っていない。